# Lilla Vrången (Frödinge socken, Småland)
Lilla Vrången är en sjö i Vimmerby kommun i Småland och ingår i Botorpsströmmens huvudavrinningsområde.